# عن الطبيعة - مختارات من شعر غابرييلا ميسترال
ديوان "عن الطبيعة – مختارات من شعر غابرييلا ميسترال" هو عمل شعري صدر حديثًا عن دار دلمون الجديدة في 31 يوليو
2023، ويضم مجموعة من قصائد الشاعرة التشيلية غابرييلا ميسترال، الحائزة على جائزة نوبل للآداب عام 1945. تولّت ترجمة المختارات إلى العربية نادية ظافر شعبان، وتمت ترجمتها أيضًا إلى اللغة الآرامية، في مبادرة فريدة تهدف إلى تقريب الشعر من روحانية اللغة القديمة.

## مكونات الديوان
عن الطبيعة – مختارات من شعر غابرييلا ميسترال هو ديوان شعري يضم تسع عشرة قصيدة للشاعرة التشيلية غابرييلا ميسترال،.ينقسم الديوان إلى ثلاثة محاور رئيسية هي: الأرض، السماء، والبحر، وتتناول القصائد عناصر الطبيعة بأسلوب تأملي وإنساني، حيث تُعامل الطبيعة ككائن حي ينبض بالحياة. يتميز الديوان بنغمة تهويدية مستوحاة من تجربة ميسترال كمربية، ويتقاطع أسلوبه مع روح الهايكو الياباني ، مع احتفاظه بجذوره اللاتينية العميقة.

## نبذة عن الديوان
ديوان عن الطبيعة – مختارات من شعر غابرييلا ميسترال هو عمل شعري ، أعد المختارات الكاتب التشيلي باتريسيو بريكلي. يتميز الديوان بنغمة تهويدية مستوحاة من تجربة ميسترال كمربية، حيث تتعامل مع عناصر الطبيعة ككائنات حيّة تنبض بالحياة، وتخاطبها بلغة حانية وبسيطة. ويقارب أسلوبها روح الهايكو الياباني في اقتناص اللحظة وتكثيف المعنى، مع احتفاظه بجذوره اللاتينية العميقة التي تستند إلى تقاليد المحاكاة الإغريقية. تنقسم القصائد إلى ثلاثة محاور رئيسية هي الأرض، السماء، والبحر، وتُقدَّم من منظور طفولي تأملي يمنح النصوص طابعاً روحياً وإنسانياً، ويعكس رؤية ميسترال للعالم بوصفه امتداداً للبراءة والدهشة الأولى.

## اقتباسات من الديوان
عن الطحلب: "الطحلب المخملي، الطحلب الطفل الصغير جداً، المتواضع والخفيض والثخين... لا يريد أن يكونَ عالياً مثل الصنوبر..." في هذا المقطع، تمنح ميسترال للطحلب صفات إنسانية، وتُظهر تواضعه كفضيلة.
عن الطفل والضوء: "إن الرجلَ الأعمى، يجهل إنها تترك وردة شعاع حية في كل مكان تمر منه قدما طفل." هنا، تُجسد الطفولة كمصدر للنور والبركة، وتُضفي على خطوات الطفل طابعاً مقدساً.
عن البحر: "البحر لا ينام، البحر لا يهدأ، البحر لا يُروى... إنه قلب الأرض حين يشتد عليه الخفق." تصور البحر ككائن حي نابض، يعبّر عن انفعالات الأرض نفسها.
عن الجبل: "الجبل لا يصرخ، لكنه يسمع كل شيء. صمته ليس جهلاً، بل حكمة تتأمل." تصور ميسترال الجبل ككائن حكيم، صامت لكنه واعٍ، يحمل في صمته أسرار الكون.
عن الشجرة: "الشجرة لا تمشي، لكنها تعرف الطريق. جذورها تحفظ ذاكرة الأرض، وأغصانها تكتب رسائل للسماء." هنا، تُمنح الشجرة بعداً معرفياً وروحياً، وكأنها وسيط بين الأرض والسماء.

عن الريح: "الريح لا تسأل، لكنها تعرف أين تذهب. تمرّ على الوجوه وتترك فيها شيئاً من الحنين." تُجسّد الريح ككائن حرّ، يحمل مشاعر ويترك أثراً في النفوس.

## أسلوب الديوان
يتسم أسلوب ديوان عن الطبيعة – مختارات من شعر غابرييلا ميسترال بالبساطة العميقة والشفافية التعبيرية، حيث تمزج ميسترال بين اللغة التهويدية المستوحاة من تجربتها التربوية، والنظرة التأملية للطبيعة بوصفها كياناً حيّاً يتفاعل مع الإنسان. تعتمد الشاعرة على تقنيات التكثيف والإيجاز، فتقتنص اللحظة الشعرية بأسلوب يقترب من الهايكو الياباني، مع توظيف صور رمزية تنبع من تقاليد شعرية لاتينية وإغريقية. وتُظهر القصائد حساسية عالية تجاه التفاصيل الطبيعية، حيث تُمنح النباتات والجبال والبحار صفات إنسانية وروحية، ما يضفي على النصوص طابعاً غنائياً وتأملياً. كما يتجلى في الأسلوب حضور الطفولة كعدسة للرؤية، إذ تُكتب القصائد بلغة حانية تُخاطب القارئ كما تُخاطب طفلاً، ما يعكس فلسفة ميسترال التربوية ويمنح شعرها طهراً وصدقاً داخلياً.